# 838 (szám)
A 838 (római számmal: DCCCXXXVIII) egy természetes szám, félprím, a 2 és a 419 szorzata.

## A szám a matematikában
A tízes számrendszerbeli 838-as a kettes számrendszerben 1101000110, a nyolcas számrendszerben 1506, a tizenhatos számrendszerben 346 alakban írható fel.
A 838 páros szám, összetett szám, azon belül félprím, kanonikus alakban a 21 · 4191 szorzattal, normálalakban a 8,38 · 102 szorzattal írható fel. Négy osztója van a természetes számok halmazán, ezek növekvő sorrendben: 1, 2, 419 és 838.
A 838 négyzete 702 244, köbe 588 480 472, négyzetgyöke 28,94823, köbgyöke 9,42789, reciproka 0,0011933. A 838 egység sugarú kör kerülete 5265,30929 egység, területe 2 206 164,591 területegység; a 838 egység sugarú gömb térfogata 2 465 021 236,8 térfogategység.